# Данијела Трајковић
Данијела Трајковић рођена је 1980. године  у Врању.
Матурирала у гимназији Скендербег Прешево. Дипломирала и мастерирала на Филозофском факултету у Косовској Митровици, Универзитета у Приштини. Објавила антологију савремене англофоне поезије 22 вагона . Пише поезију, кратке приче, књижевну критику, преводи са грчког, енглеског, македонског, руског језика и обратно, Превођена на енглески, чешки, словачки, македонски, бугарски, руски, шпански, грчки, мађарски, арапски, бенгалски и румунски језик. Објављивала у бројним књижевним часописима. Заступљена у више зборника и антологија савремене поезије.

## Књиге
- 22 вагона - 2018, Врање. . ISBN 978-86-89981-08-7. Недостаје или је празан параметар |title= (помоћ)

## Антологије
- Gracias a la vida, антологија светске поезије, Чиле, 2018
- Моя сербская антология, Санкт Петербург, Русија, 2018
- World Poetry, Монголија,2018
- ¿Qué pasa contigo Venezuela?, Венецуела,2018
- Whispers of Soflay: Yearly Anthology Of Poetry, Пакистан, 2018

## Књижевни часописи
- Летопис Матице српске
- Poem,[3] Велика Британија
- Picaroon Poetry,[4] Велика Британија
- Balkan Poetry Today, Велика Британија
- Златна греда
- Кораци
- Багдала
- Летопис Матице српске
- Градина
- Стремљења
- Исток[5]
- Сент
- Траг
- Eckermann[6]
- Савременик
- Суштина поетике
- Современост, Северна Македонија
- Раст, Северна Македонија
- Невскя формула, Русија
- Modern Literature, Индија
- Duane's PoeTree
- Random Poem Tree, Тринидад и Тобаго
- Advaitam Speaks Literary, Индија
- Azahar, Шпанија
- Detective Cultural, Румунија
- Tribuna, Румунија
- Voices de la Luna, САД[7]
- The Pangolin Review, Мауританија
- Balkan Poetry Today, Велика Британија
- Sur. Revista de Literatura, Шпанија, 2018

## Фестивали поезије
- Светски песнички шампионат, Синаја, Румунија, 2018.
- Међународни књижевни сусрети Бања Лука, 2019.

## Књижевна критика о песницима
- Илхан Пачериз
- Селма Хасановић
- Зехнија Булић[8]